# Vincenzo Palumbo (calciatore)
Vincenzo Palumbo (Heilbronn, 17 maggio 1974) è un ex calciatore tedesco con cittadinanza italiana, di ruolo attaccante.

## Caratteristiche tecniche
Attaccante d'area, è un combattente dal fisico robusto, tecnicamente non raffinatissimo.

## Carriera

### Inizi all'estero
Comincia a dare i primi calci ad un pallone nella squadra della propria città, senza però debuttare in prima squadra.
La svolta nella carriera si ha quando passa allo Kickers Stoccarda, dove colleziona 22 presenze con due reti. Giocherà in seguito con Basilea, Servette e Chênois in Svizzera.

### In Italia
Nella stagione 1995-1996 arriva in Italia, nel club pugliese della Fidelis Andria nella quale disputa 43 partite tra Serie B e Serie C1, condite da 12 reti. Nella stagione 1998-1999 passa all'Empoli con cui debutta in Serie A giocandovi in tre occasioni, e ad ottobre passa al Pescara, dove milita per due stagioni e mezzo, disputando 36 partite ufficiali in campionato con 12 reti come bottino personale. Qui scontò cinque giornate di squalifica per aver strattonato un guardalinee.
Nella campagna trasferimenti del gennaio 2001, voluto fortemente dall'allenatore Giuliano Sonzogni per tentare la promozione in Serie B, nell'ultimo giorno di calciomercato viene acquistato dal Palermo, militante nella Serie C1 2000-2001, per 800 milioni di lire, che gli fa firmare un contratto pluriennale da 600 milioni all'anno. Viene comunque impegnato poco, collezionando 8 presenze e segnando una sola rete, all'esordio contro la Viterbese. Di carattere non facile per sua stessa ammissione, fa perdere le sue tracce per un periodo di dieci giorni: prima disse di essere stato coinvolto in un incidente stradale in Germania, poi di aver dovuto accudire un fratello paralizzato; i dirigenti del Palermo comunque lo perdonarono.
Nella stagione successiva, con Bortolo Mutti in panchina, la società prova a cederlo al Lecco dopo avergli proposto la rescissione del contratto di 500 milioni di lire all'anno per tre anni, anche perché disertava spesso gli allenamenti. Nel febbraio del 2002, prima la sua BMW viene data alle fiamme, poi viene indagato per spaccio e detenzione di cocaina, dunque la società lo "costringe" ad accettare la rescissione.
Squalificato sei mesi per doping, la sua carriera continua in Serie C, dividendosi tra le piazze di Sassari e Pisa, dopo un periodo di prova alla Pistoiese.
Nel 2007 approda a Olbia (Serie C2), nella quale realizza nel primo anno 14 gol, che permettono ai galluresi di centrare la salvezza.
Il 6 agosto 2009 passa alla Virtus Casarano e nel mese di dicembre torna in Sardegna vestendo la maglia del Tavolara (seconda squadra di Olbia militante in Serie D). In questa stagione colleziona 6 reti in 15 presenze.
Nell'estate 2010 passa alla Viterbese, sempre in Serie D. Nella prima partita del campionato, in casa contro lo Zagarolo, segna il gol vittoria (1-0 il finale) all'esordio con la nuova squadra. Chiude il campionato con 5 reti in 26 partite.
Il 24 agosto 2011 firma per il Tavolara nel campionato di Eccellenza sarda; messo fuori rosa nel dicembre successivo, passa all'Olbia.
Il 4 ottobre 2012 si accorda con la Nuorese con cui disputa il campionato di Promozione: realizza 16 reti e contribuisce alla promozione della squadra. A fine stagione si trasferisce al Castelsardo, sempre in Promozione. A dicembre si svincola e passa al Calangianus, in Eccellenza.
Nel dicembre 2014 viene tesserato dall'Albarossa Pietralata, squadra militante nella campionato laziale di Prima Categoria.

## Palmarès

### Club

#### Competizioni nazionali
- Campionato italiano Serie C1: 2

Fidelis Andria: 1996-1997 (girone B)
Palermo: 2000-2001 (girone B)

#### Competizioni regionali
- Promozione: 1

Nuorese: 2012-2013 (girone B sardo)